# Herrschaft Hamm
Die Herrschaft Hamm war ein Territorium im Herzogtum Luxemburg, das bis zum Ende des 18. Jahrhunderts bestand. Namensgebend war die ehemalige Burg Hamm, heute Schloss Hamm, die auf dem Gebiet der heutigen Ortsgemeinde Hamm im Eifelkreis Bitburg-Prüm (Rheinland-Pfalz) lag.

## Zugehörende Ortschaften
- Biersdorf
- Echtershausen
- Hamm
- Hermesdorf
- Wiersdorf
- Wißmannsdorf

Bis zum 16. Jahrhundert gehörten auch Niederpierscheid und Oberpierscheid zur Herrschaft Hamm.

## Geschichte
Urkundlich wurde die Herrschaft Hamm erstmals im Jahr 1334 erwähnt. Bezüglich der Besitzverhältnisse bis zum Ende des 18. Jahrhunderts ist die Geschichte der Herrschaft Hamm eng mit der Geschichte der Burg Hamm verbunden. Die Landeshoheit hatte das Herzogtum Luxemburg, nach der verwaltungsmäßigen Neugliederung des zu Österreich gehörenden Herzogtums durch Maria Theresia gehörte die Herrschaft zum Quartier Bitburg.
Nach dem Dreißigjährigen Krieg waren die Dörfer der Herrschaft „ganz ausgestorben“. Im Jahr 1658 wurde berichtet, dass nach dem Westfälischen Frieden drei Flüchtlinge zurückgekehrt seien, denen habe man ihr Vieh genommen und sie zu Gefangenen gemacht. Von anderen, die schon seit zehn bis zwölf Jahren geflüchtet seien, fordere man 450 Gulden.
Im Jahr 1794 hatten französische Revolutionstruppen die Österreichischen Niederlande, zu denen das Herzogtum Luxemburg gehörte, besetzt und im Oktober 1795 annektiert. Unter der französischen Verwaltung wurde das Gebiet dem Departement der Wälder zugeordnet, Biersdorf, Echtershausen, Hamm und Wiersdorf kamen zum Kanton Bitburg, Hermesdorf und Wißmannsdorf zum Kanton Neuerburg.
Im Jahr 1815 kam die Region zum Königreich Preußen, alle Ortschaften wurden 1816 dem Kreis Bitburg im Regierungsbezirk Trier zugeordnet.